# Ourém (Pará)
Ourém est une municipalité brésilienne située dans l'État du Pará.